# Amadina cap-roja

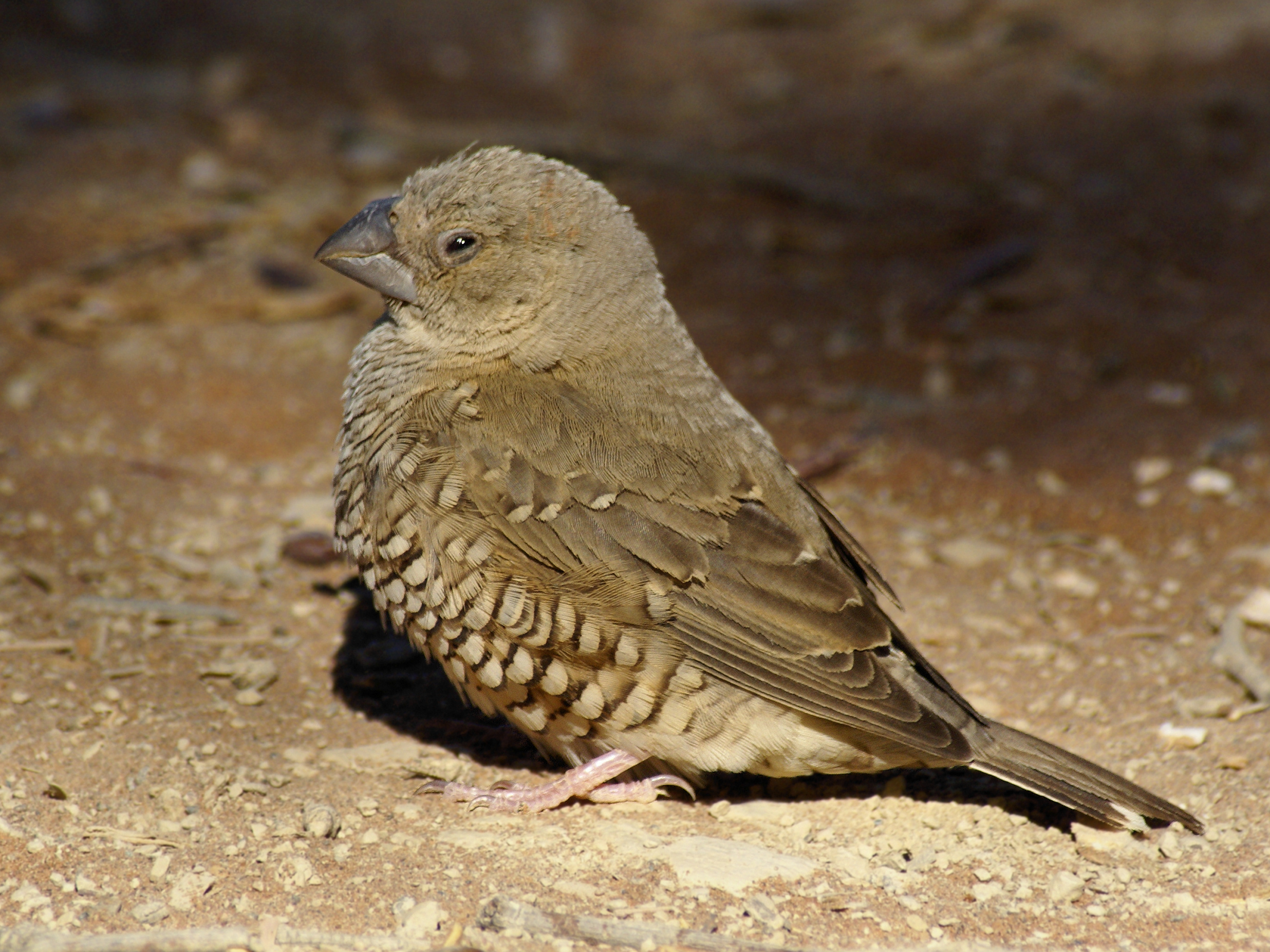
Femella

L'amadina cap-roja (Amadina erythrocephala) és un moixó de la família dels estríldids (Estrididae) que habita l'Àfrica meridional.

## Morfologia
- Fa uns 13 cm de llargària.[2]
- És molt semblant al teixidor degollat, però el mascle té el cap completament vermell i la femella bru.
- Ventre marró, més clar en les femelles.
- En ambdós sexes, ulls marrons, bec clar i potes rosa.

## Hàbitat i distribució
Sabana seca i zones en arbusts espinosos al sud d'Angola, Botswana, sud-oest de Zimbàbue, Namíbia i Sud-àfrica.